# 正果镇
正果镇，是中华人民共和国广东省广州市增城区下辖的一个乡镇级行政单位。

## 行政区划
正果镇下辖以下地区：
正果社区、水围村、西湖滩村、东汾村、乌头石村、亮星村、石溪村、大弄村、黄屋村、麦村、番丰村、黄塘村、浪拨村、何屋村、花园村、庙尾村、麻弄村、银场村、合水店村、圭湖村、到蔚村、水口村、汀塘村、白面石村、池田村、正果洋村、畲族村、和平村、蒙花布村、岳村、中西村和兰溪村。

## 文獻記載
據清初屈大均在《廣東新語》中記載，「增城之正果有貴穀坑，茂林修竹之間，有細泉涓涓流出。」

## 中国传统村落
2013年8月，新围村被评为第二批中国传统村落。